# Lebenspornografie
Lebenspornografie is een Duits/Nederlandse speelfilm uit 2003, geregisseerd en geschreven door Edwin Brienen. De film bleef vanwege een juridische strijd tussen regisseur en producent twee jaar op de plank liggen. In sommige landen is de film ook bekend als Berlin Nights Grand Delusions. 

## Plot
Lebenspornografie vertelt het verhaal van een groep kunstenaars in Amsterdam, die niet meer in hun carrière geloven. Claire (Esther Eva Verkaaik) is een actrice zonder succes. Haar eenzaamheid compenseert ze door snelle anonieme seks. Haar vriendin Romy (Eva Dorrepaal) heeft een meer filosofische kijk op het leven: "Een traumatische ervaring is een fantastisch leerproces".
Jim (Onno Meijer) lijdt aan een gebroken hart. Hij heeft nog altijd spijt van het verbreken van de relatie met zijn seropositieve vriend Johan.
Magali (Saskia Winkelaar) en Loete (Edwin Brienen) zijn de motor van de groep. Als de Berlijnse nachtclub "Komet" Loete uitnodigt een erotische show te organiseren reist de hele groep naar Duitsland. Thorwald (Peter Post), eigenaar van de "Komet", is met modeontwerpster Marianne (Nicole Ohliger) getrouwd. Samen hebben ze een vijfjarige dochter. Vanuit het gevoel gevangen te zitten in dit huwelijk begint Thorwald zich met het wilde, losbandige gedrag van de groep te identificeren. Marianne voelt hoe ze langzaam haar man verliest en vlucht in een vernietigende affaire.
Alle euforie verdwijnt als de show flopt, niemand komt kijken. De groep vlucht in excessieve drank- en seksorgieën. Op een surrealistisch moment verschijnt de maagd Maria (Marjol Flore) aan de groep. Zij biedt de groep aan "gelukkig" te worden. Maar de kunstenaars ontdekken al snel dat "Geluk" niet voor iedereen hetzelfde is. Ze moeten allemaal persoonlijk met hun geluk klaar komen. Allen worden zo gedwongen drastische beslissingen te nemen.

## Trivia
- De soundtrack van de film is uitgebracht op LP en CD via Invasion Planete Recordings.
- Lebenspornografie werd in 2008 door Filmfreak Distributie uitgebracht op DVD, als onderdeel van de Brienen Collection.
- In Duitsland draaide de film succesvol in de bioscopen, en ontving goede pers-kritieken.
- In Amerika werd de film in juli 2012 op DVD uitgebracht als 'Berlin Nights Grand Delusions'.